# Stigmella tormentillella
Stigmella tormentillella is een vlinder uit de familie dwergmineermotten (Nepticulidae). De wetenschappelijke naam is voor het eerst geldig gepubliceerd in 1860 door Herrich-Schäffer.
De soort komt voor in Europa.